# توبولاریا
توبولاریا (نام علمی: Tubularia) نام یک سرده از رده آب‌سان‌زیان است. اعضای این سرده اغلب به رنگ صورتی سرخ با بازوهایی کوتاه به رنگ سفید می‌باشند. حداکثر اندازه این جانوران در حدود ۴۰ تا ۶۰ میلیمتر می‌باشد.